# Mexique aux Jeux olympiques d'hiver de 1992
Le Mexique participe aux Jeux olympiques d'hiver de 1992, qui ont lieu à Albertville en France. Le pays, représenté par vingt athlètes, prend part aux Jeux d'hiver pour la quatrième fois de son histoire. Les athlètes ne remportent pas de médaille.

## Résultats

### Bobsleigh
| Bob   | Athlètes                      | Épreuve           | Manche 1      | Manche 1 | Manche 2      | Manche 2 | Manche 3      | Manche 3 | Manche 4      | Manche 4 | Total         | Total |
| Bob   | Athlètes                      | Épreuve           | Temps         | Rang     | Temps         | Rang     | Temps         | Rang     | Temps         | Rang     | Temps         | Rang  |
| ----- | ----------------------------- | ----------------- | ------------- | -------- | ------------- | -------- | ------------- | -------- | ------------- | -------- | ------------- | ----- |
| MEX-1 | Roberto Tamés Miquel Elizondo | Bob à deux hommes | 1 min 03 s 46 | 42       | 1 min 03 s 88 | 42       | 1 min 03 s 42 | 38       | 1 min 03 s 46 | 39       | 4 min 14 s 22 | 41    |
| MEX-2 | Jorge Tamés Carlos Casar      | Bob à deux hommes | 1 min 03 s 42 | 41       | 1 min 03 s 77 | 41       | 1 min 03 s 66 | 40       | 1 min 03 s 78 | 42       | 4 min 14 s 63 | 42    |

| Bob   | Athlètes                                                           | Épreuve             | Manche 1      | Manche 1 | Manche 2      | Manche 2 | Manche 3      | Manche 3 | Manche 4      | Manche 4 | Total         | Total |
| Bob   | Athlètes                                                           | Épreuve             | Temps         | Rang     | Temps         | Rang     | Temps         | Rang     | Temps         | Rang     | Temps         | Rang  |
| ----- | ------------------------------------------------------------------ | ------------------- | ------------- | -------- | ------------- | -------- | ------------- | -------- | ------------- | -------- | ------------- | ----- |
| MEX-1 | Luis Adrián Tamés Ricardo Rodríguez Francisco Negrete Carlos Casar | Bob à quatre hommes | 1 min 00 s 97 | 30       | 1 min 01 s 36 | 30       | 1 min 01 s 30 | 28       | 1 min 01 s 51 | 28       | 4 min 05 s 14 | 28    |

### Patinage artistique
Riccardo Olavarrieta et Mayda Navarro représente le Mexique pour le patinage artistique.

### Ski Alpin
Homme
| Athlète                                | Épreuve      | Manche 1      | Manche 2      | Total         | Total |
| Athlète                                | Épreuve      | Temps         | Temps         | Temps         | Rang  |
| -------------------------------------- | ------------ | ------------- | ------------- | ------------- | ----- |
| Hubertus von Fürstenberg-von Hohenlohe | Descente     |               |               | 2 min 02 s 98 | 38    |
| Carlos Mier y Terán                    | Super-G      |               |               | DNF           | –     |
| Eduardo Ampudia                        | Super-G      |               |               | 1 min 36 s 86 | 87    |
| Íñigo Domenech                         | Super-G      |               |               | 1 min 35 s 29 | 85    |
| Hubertus von Fürstenberg-von Hohenlohe | Super-G      |               |               | 1 min 24 s 79 | 70    |
| Jorge Eduardo Ballesteros              | Slalom géant | DNF           | –             | DNF           | –     |
| German Sánchez                         | Slalom géant | 1 min 27 s 29 | 1 min 29 s 42 | 2 min 56 s 71 | 79    |
| Eduardo Ampudia                        | Slalom géant | 1 min 23 s 07 | 1 min 24 s 53 | 2 min 47 s 60 | 72    |
| Carlos Mier y Terán                    | Slalom géant | 1 min 22 s 24 | 1 min 22 s 49 | 2 min 44 s 73 | 65    |
| German Sánchez                         | Slalom       | DNF           | –             | DNF           | –     |
| Juan-Carlos Elizondo                   | Slalom       | 1 min 27 s 91 | 1 min 13 s 88 | 2 min 41 s 79 | 54    |
| Carlos Mier y Terán                    | Slalom       | 1 min 04 s 50 | DNF           | DNF           | –     |
| Jorge Eduardo Ballesteros              | Slalom       | 1 min 03 s 85 | DNF           | DNF           | –     |

Homme combiné
| Athlète                                | Descente      | Slalom        | Slalom        | Total  | Total |
| Athlète                                | Temps         | Temps 1       | Temps 2       | Points | Rang  |
| -------------------------------------- | ------------- | ------------- | ------------- | ------ | ----- |
| Hubertus von Fürstenberg-von Hohenlohe | 1 min 55 s 95 | 1 min 03 s 45 | 1 min 03 s 68 | 259,10 | 36    |

Femme
| Athlète            | Épreuve      | Manche 1      | Manche 2      | Total         | Total |
| Athlète            | Épreuve      | Temps         | Temps         | Temps         | Rang  |
| ------------------ | ------------ | ------------- | ------------- | ------------- | ----- |
| Veronica Ampudia   | Slalom géant | 1 min 38 s 05 | 1 min 37 s 20 | 3 min 15 s 25 | 44    |
| Sammantha Teuscher | Slalom géant | 1 min 30 s 18 | 1 min 32 s 50 | 3 min 02 s 68 | 41    |
| Chus Cortina       | Slalom géant | 1 min 23 s 68 | 1 min 23 s 36 | 2 min 47 s 04 | 36    |
| Veronica Ampudia   | Slalom       | 1 min 16 s 45 | 1 min 08 s 40 | 2 min 24 s 85 | 42    |
| Sammantha Teuscher | Slalom       | 1 min 11 s 04 | 1 min 03 s 83 | 2 min 14 s 87 | 40    |
| Chus Cortina       | Slalom       | 1 min 08 s 52 | 58 s 61       | 2 min 07 s 13 | 36    |

### Ski de fond
Homme
| Épreuve                | Athlète         | Course            | Course |
| Épreuve                | Athlète         | Temps             | Rang   |
| ---------------------- | --------------- | ----------------- | ------ |
| 10 km classique        | Roberto Alvárez | 40 min 28 s 5     | 105    |
| 15 km poursuite1 libre | Roberto Alvárez | 1 h 07 min 38 s 2 | 94     |
| 30 km classique        | Roberto Alvárez | 2 h 01 min 28 s 1 | 81     |
| 50 km libre            | Roberto Alvárez | 3 h 09 min 04 s 7 | 67     |

1 Retard au départ basé sur des résultats de 10 km